# Bonnie y Clyde

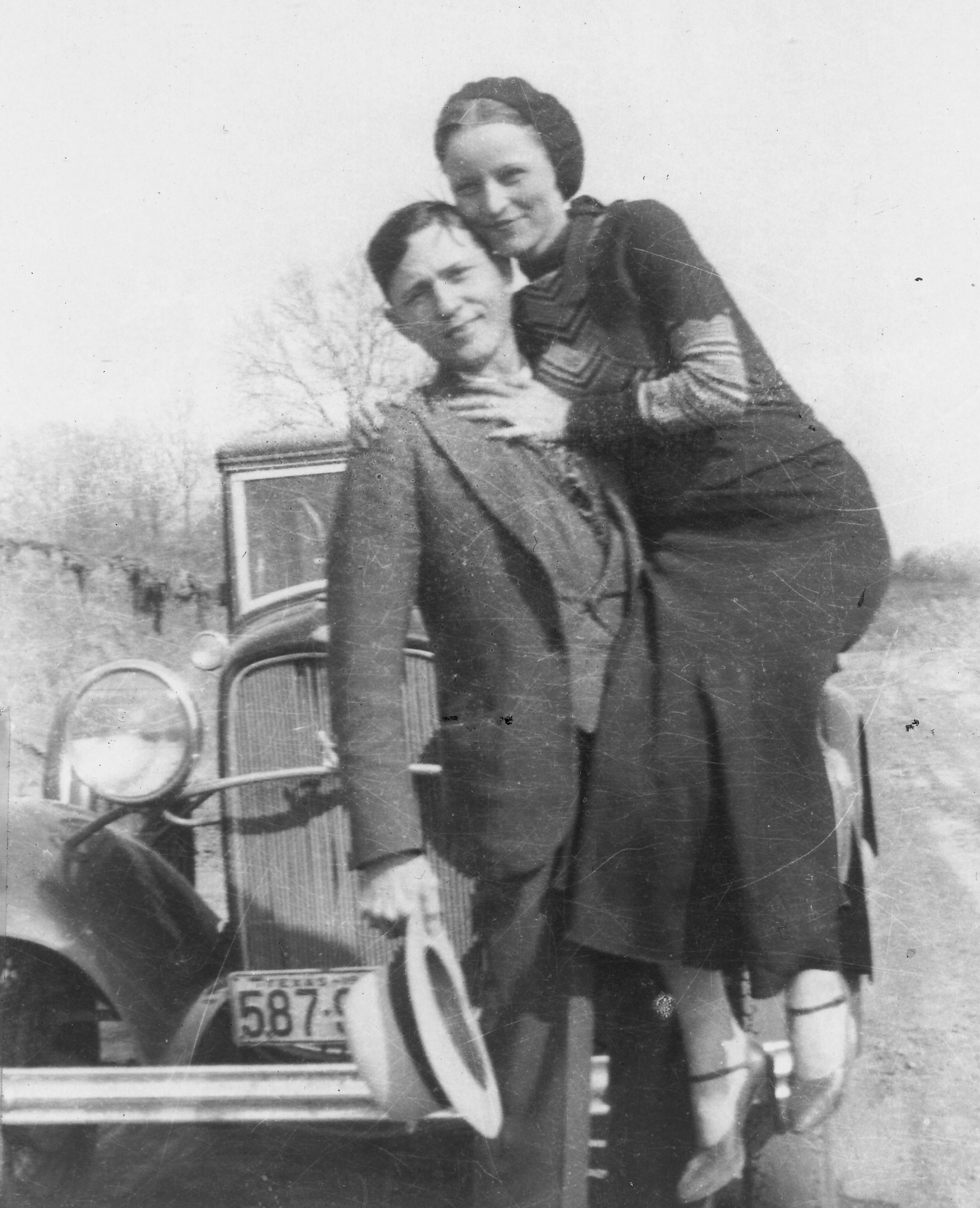
Bonnie y Clyde en una de sus fotos personales de 1933.

Bonnie Parker (1 de octubre de 1910-23 de mayo de 1934) y Clyde Barrow (24 de marzo de 1909-23 de mayo de 1934) fueron dos fugitivos, ladrones y criminales de los Estados Unidos de América. Se caracterizaban por tenerse un gran amor, y siguieron unidos hasta el momento de su muerte. Bonnie y Clyde captaron la atención de la prensa estadounidense y fueron considerados como "enemigos públicos" entre 1931 y 1934. Aunque la banda que conformaron fue conocida por robos a bancos, Clyde Barrow prefirió el robo en los pequeños comercios y las gasolineras.

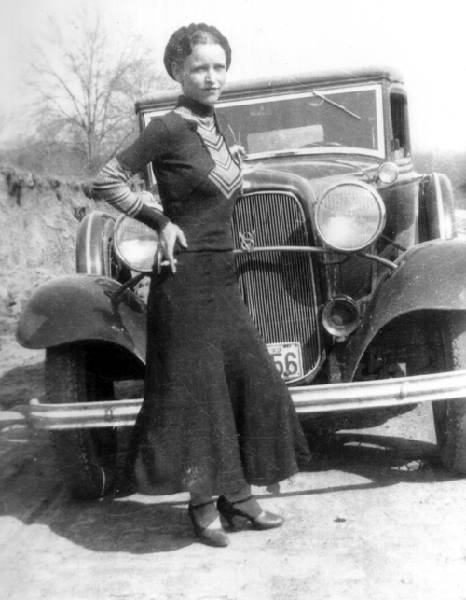
Bonnie Parker frente al Ford V8 de la banda (La postura corporal de Bonnie deja en evidencia la cojera de su pierna izquierda)

A pesar de que el público creyó que Clyde era el líder de la banda, el rol de Bonnie Parker sigue siendo materia de estudio y gran controversia. Miembros de la banda como W. D. Jones y Ralph Fults testificaron que nunca vieron a Bonnie coger una pistola y que su rol se limitaba a temas logísticos. El testimonio de Jones fue: «Bonnie nunca cogió un arma; estuvo ausente de los grandes tiroteos». Phillip Steele señala en The Family Story of Bonnie and Clyde, una entrevista con Marie Barrow, hermana menor de Clyde, que «Bonnie nunca dio un solo tiro, tan solo siguió a mi hermano sin importarle dónde». En esta entrevista realizada a Playboy, W.D. Jones dijo de Bonnie: «Por lo que yo sé, Bonnie nunca encañonó un arma. Quizás ella necesitara llevarla en el coche, pero durante los grandes tiroteos, yo nunca la vi con un arma».
En su artículo Bonnie and Clyde: Romeo and Juliet in a Getaway Car ("Bonnie y Clyde: Romeo y Julieta huyen por la carretera"), el escritor Joseph Geringer explica que Bonnie y Clyde gozaron de la simpatía de parte de la sociedad estadounidense, y los calificó como «Robin Hood» modernos, y que su muerte trágica los convirtió en leyenda.

## Primeros años
Bonnie nació el 1 de octubre de 1910 en Rowena, Texas, como la segunda de los tres hijos de Emma y Charles Parker.  En el instituto conoció a Roy Thornton y se casó con él con tan solo dieciséis años. Pero su joven esposo resultó ser un precoz maltratador y delincuente y el matrimonio fracasó. En 1929 Thornton fue condenado por robo a cinco años de prisión. Bonnie regresó a casa de sus abuelos y nunca se volvieron a ver.
Trabajando de camarera, conoció a Clyde en enero de 1930 a través de un amigo común. Era un joven de veinte años de carácter inseguro, el quinto de los siete hijos de otra familia texana humilde y exconvicto que había jurado que nunca volvería a la cárcel. Sin embargo, unas semanas después regresó a prisión por robo de vehículos. Condenado a catorce años de prisión, fue trasladado a Eastham State Farm, uno de los penales con peor fama del país, donde fue acosado sexualmente por otro recluso, que más tarde apareció muerto. En contra de su madre, una Bonnie enamorada le pasó un arma en secreto a Clyde durante una visita, y con ella, él y algunos compañeros huyeron el 11 de marzo de 1930, solo para ser recapturados una semana más tarde.
En febrero de 1932 obtuvo la libertad condicional gracias a los esfuerzos de su madre, pero Clyde, ignorando esto y para evitar los trabajos forzados, acababa de cortarse el dedo gordo de un pie; desde entonces cojeó y tenía que conducir en calcetines. Siguió robando, y Bonnie se unió a él. Fue capturada en un robo fallido y llevada a prisión, donde pasaba el tiempo escribiendo poesías. Fue liberada en junio de 1932, después de asegurar haber sido secuestrada por la banda de Barrow y obligada a delinquir.
Entre 1932 y 1934, la banda de Barrow realizó unas cuantas fechorías, secuestrando a hombres de la ley o atracando establecimientos, normalmente lejos de su hogar y para conseguir el dinero que les permitiría volver a casa. Historias de esos encuentros han contribuido a la leyenda de Bonnie y Clyde, una pareja odiada y a su vez admirada por la gente. Normalmente, la banda de Barrow no disparaba a nadie, siempre que tuvieran una vía de escape. De todas maneras, se contabilizan diez víctimas, todas ellas a cargo de Clyde.
Una vez conocidos, a Bonnie Parker y Clyde Barrow se les unió Raymond Hamilton (1913-1935), un amigo personal y compañero de fechorías de Clyde. Hamilton fue detenido en Míchigan poco después. Bonnie no tardaría en ser encarcelada de nuevo, esta vez en Kaufman, Texas. Durante el período en el que ella estuvo en prisión, Clyde, junto a un muchacho llamado William Daniel Jones, robaron en una tienda y asesinaron al dueño. La viuda de la víctima reconoció a Clyde como uno de los pistoleros. El 5 de agosto de 1932, mientras Bonnie visitaba a su madre, Clyde y dos socios bebieron alcohol (acto que por aquel entonces estaba prohibido) en un local de Stringtown, Oklahoma, y a la vuelta fueron detenidos por el Sheriff C.G. Maxwell, contra quien Clyde abrió fuego, provocando así su muerte.
El 22 de marzo de 1933, el hermano de Clyde, Buck, salió de la cárcel. En abril, Buck y su esposa, Blanche, junto a W.D. Jones, Clyde y Bonnie, vivieron escondidos en Joplin, Misuri, organizando futuros golpes, y haciéndose fotos que se hicieron famosas, posando con las armas en la mano.
Pero la tranquilidad de la banda se acabó pronto cuando un ciudadano acabó por denunciar en la comisaría de Misuri a ese extraño grupo de inquilinos. A las 16 horas del 13 de abril de 1933, el sargento G. B. Kahler, de la policía de Misisipi, dirigió una redada contra la banda. Los coches de policía bloquearon las salidas de los coches de los forajidos. Aunque cogidos por sorpresa, la banda respondió con rapidez y consiguieron matar a dos policías antes de poder huir. A pesar de eso, W.D. Jones fue herido y se dejaron la mayoría de sus posesiones en el apartamento donde se cobijaron, incluyendo la cámara con la que habían hecho las fotos que se convertirían en leyenda. Estas fotos fueron difundidas por todo el estado, y a partir de ese momento Bonnie y Clyde tuvieron que utilizar sombreros y abrigos para ocultar su identidad.
A pesar de la imagen glamurosa que se ha asociado a la banda, estaban desesperados y dominaba el mal ambiente. Un reciente manuscrito de Blanche Barrow describe la problemática relación entre los miembros del grupo mientras huían. Por suerte para ellos, Clyde era muy diestro al volante, siendo capaz de conducir por remotos caminos peligrosos y de esta manera dormir y buscar comida sin ser descubiertos. Mientras hacían esto, uno de ellos era asignado para vigilar. A pesar de contar con miles de dólares de botín, la banda no podía dormir en calma ni en dormitorios de lujo.

### Platte City

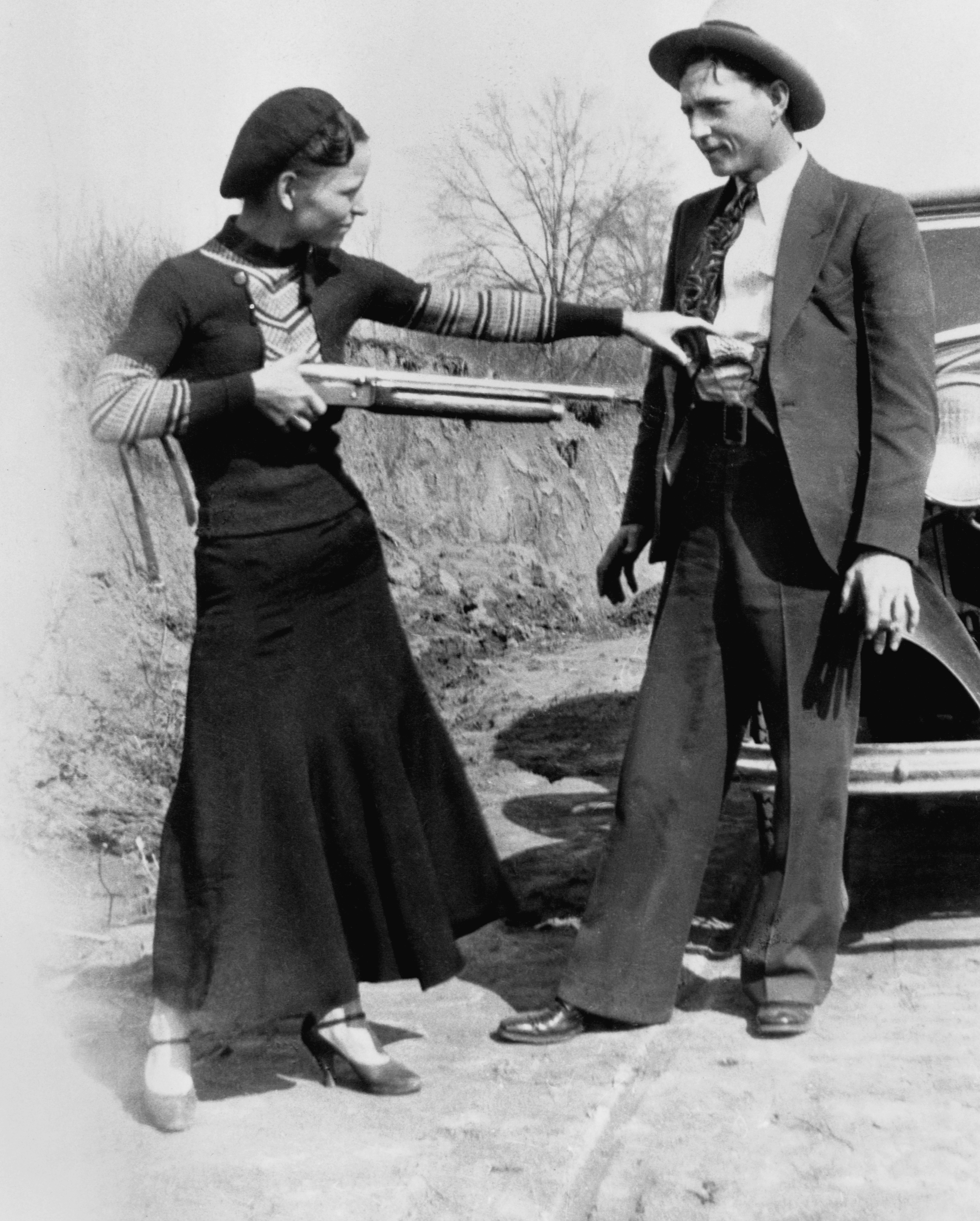
Bonnie apuntando de broma a Clyde con una escopeta.

En junio de 1933, mientras estaban durmiendo W.D. Jones y Bonnie, Clyde perdió el control del coche y cayeron por un barranco. Las vueltas de campana que hizo el automóvil provocó que se incendiase y que Bonnie sufriera quemaduras de tercer grado en su pierna izquierda. Durante las semanas que siguieron al accidente, Clyde insistió en que Bonnie descansase, pero aun así se quedó coja para el resto de sus días. En ese tiempo siguieron los robos de la banda. En uno de ellos, perpetrado por Buck Barrow y W.D. Jones a un banco, asesinaron a un policía local. El 18 de julio de 1933, llegaron al Campamento de Cabañas Red Crown de Platte City, Misuri, y alquilaron una cabaña flanqueada por dos garajes. Bonnie, Clyde y Jones tomaron una habitación, y Buck y Blanche, la otra. La banda hizo sospechar al dueño de las instalaciones, Neal Houser, al pagar el alquiler de las cabañas con dólares de plata.
Cuando Blanche fue a la ciudad a comprar vendas, galletas, queso y atropina para tratar la pierna de Bonnie, el farmacéutico contactó con el sheriff Holt Coffey, que puso las dos cabañas bajo vigilancia. A su vez, alertó a Oklahoma, Texas y Arkansas, para evitar una posible fuga a otro estado, y al capitán Baxter para pedir refuerzos de Kansas City, incluyendo un vehículo blindado. A las doce de esa noche, el sheriff Coffey dirigió un grupo armado para entrar en las cabañas. Pero la banda estaba sobre aviso, ya que el joven Jones escuchó a alguien comentar que había demasiados policías en la zona. Así pues, para cuando la policía llegó a la cabaña, los Barrow estaban todos en la habitación de Buck, armados hasta los dientes y esperando. La policía se acercó a la puerta y llamó, identificándose. Bonnie dijo a través de la puerta que los hombres no estaban y que abriría en seguida, pero que se encontraba desnuda. Poco después, empezaron los disparos del BAR M1918 de los Barrow (el arma favorita de Clyde), que habían robado recientemente en una armería. Aunque la banda escapó de nuevo, Buck Barrow fue alcanzado por una bala en un lado de la cabeza mientras que Blanche se quedó casi ciega por haberle impactado en el ojo unos fragmentos de vidrio; de todas formas, habían logrado huir del acoso policial.
El 24 de julio de 1933, la banda de Barrow llegó a Dexfield Park, un parque de atracciones abandonado cerca de Dexter, Iowa. Un día después, un granjero encontró una hoguera apagada y unos vendajes con sangre. Esta noticia le llegó al sheriff local, quien llamó a otros sheriffs y a la Guardia Nacional de Iowa. Esa misma noche un pequeño ejército de policías y voluntarios rodearon a los Barrow, que se vieron inmersos en un nuevo tiroteo. Clyde, Bonnie y W. D. Jones lograron escapar mientras que Buck, malherido, fue alcanzado en la espalda y su mujer volvió a recibir impactos de vidrio en la cara. Buck moriría cinco días después en el hospital Kings Daughters de Iowa, debido a una neumonía.
Bonnie y Clyde se reagruparon y el 22 de noviembre de 1933 volvieron a escapar, por última vez, de un intento de captura. Pero el joven Jones se escapó de la compañía de Bonnie y Clyde, siendo detenido en Houston. Hizo una confesión completa y solicitó ser condenado a cadena perpetua.

## La huida
En enero de 1934, Clyde necesitaba un movimiento para volver a rehacer la banda. Así que Bonnie y Clyde espiaron la salida de los presos forzados de un establecimiento en el que Clyde había estado internado, la Unidad Eastham, para intentar liberar a Raymond Hamilton, el primer socio de la pareja, que por entonces estaba condenado a 263 años de cárcel. Atacaron a los guardias y provocaron la huida de cinco presos, entre ellos Hamilton. Tenían dos coches escondidos cerca, así que los otros cuatro presos cogieron uno y en el otro huyeron los Barrow con Hamilton. Poco más tarde recogieron a otro delincuente, Henry Methvin, que en ese momento se uniría al grupo. La oficina Federal Penitenciaria de Texas recibió de mala gana la publicidad negativa sobre la fuga, y Clyde sintió esta fechoría como una venganza por todos los años que había estado internado en esa cárcel.
La venganza resultó cara, por todo lo que conllevaba, ya que el asesinato de un guardia por parte de Joe Palmer dio poder absoluto al estado de Texas y al gobierno federal para llevar a cabo la caza de Bonnie y Clyde, que culminó con la muerte de ambos. Mientras el guardia Major Crowson yacía muerto, Lee Simmons, del Departamento Correccional de Texas, le prometió que cada una de las personas involucradas en la fuga sería perseguida y muerta. Cumplió su palabra, excepto con Henry Methvin, cuya vida se perdonó a cambio de traicionar a Bonnie y Clyde. Entonces el Departamento Correccional de Texas contactó con un reconocido hombre de ley ya retirado, el capitán Frank Hamer, de los Texas Rangers, a quien convencieron para aceptar una misión con el objetivo de dar caza a la banda de Barrow. Aunque técnicamente estaba retirado, Hamer fue el único Ranger retirado de la historia a quien se permitió mantener una misión de Rangers activa, como se muestra en los archivos estatales en Austin, Texas. Aceptó el encargo de inmediato y sin dudarlo como Policía de Tráfico de Texas, relacionado con el sistema penitenciario como investigador especial, específicamente encargado de dar caza a Bonnie y Clyde y a la banda de Barrow.
Clyde y Henry Methvin mataron a dos jóvenes policías de tráfico cerca de Grapevine, Texas, el 1 de abril de 1934, y un testigo ocular declaró que Methvin disparó las balas que causaron ambas muertes. John Treherne investigó exhaustivamente este tiroteo, y descubrió que Methvin disparó la primera bala después de suponer que Clyde los quería muertos (aunque Treherne descubrió, y Methvin después admitió, que Clyde no pretendía matarlos, pero había planeado capturarlos y llevarlos en uno de sus famosos paseos, y que Bonnie se acercó a los oficiales moribundos para intentar ayudarlos). Viendo que tenían pocas posibilidades una vez que Methvin había iniciado el tiroteo, Clyde disparó al segundo policía, pero se considera que Methvin fue el principal asesino de ambos. El hijo de Ted Hinton declaró que Bonnie estaba en realidad dormida en el asiento de atrás cuando Methvin inició el tiroteo y que no participó en el mismo. Es notable el hecho de que, aceptando el perdón por esos asesinatos, Methvin admitiera ambos. A pesar de la confesión de Methvin, que fue aceptada por los tribunales, y de las investigaciones de la mayoría de los historiadores de Bonnie y Clyde, que descubrieron que ella no se vio involucrada en las muertes, una página web insiste en que Bonnie sí tomó parte. Sin embargo, esta afirmación se opone abiertamente al hecho que Methvin confesó en pleno tribunal sobre que él fue el único asesino en ambas matanzas. Estas matanzas especialmente insensatas sacudieron y ultrajaron al público, que hasta entonces había tendido a dar un aire romántico a Bonnie y Clyde. Otro agente de la policía, William Campbell, fue asesinado cinco días después cerca de Commerce, Oklahoma, lo cual agrió aún más el sentimiento público.

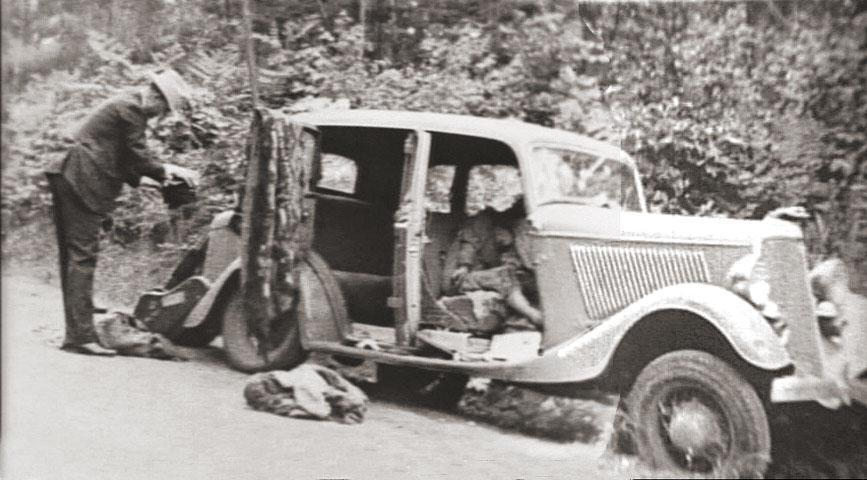
El Ford Deluxe V-8 después de la emboscada con los cuerpos de Clyde Barrow y Bonnie Parker en los asientos delanteros.

Bonnie y Clyde fueron emboscados y abatidos el 23 de mayo de 1934, en una carretera secundaria cerca de la parroquia de Bienville, Luisiana. Murieron a causa de una emboscada de cuatro oficiales de policía de Texas y dos de Luisiana. El grupo policial estaba liderado por Frank Hamer, quien empezó el seguimiento de la pareja de asesinos el 10 de febrero de 1934. Hamer, que nunca había visto a Bonnie y Clyde, arregló un encuentro con los padres de Methvin con la esperanza de conseguir su ayuda. Aparte de Hamer, el grupo estaba formado por los sheriffs del condado Bob Alcorn y Ted Hinton, el Texas Ranger B.M. Manny Gault, el sheriff de Bienville Parish, Henderson Jordan, y su ayudante, Prentiss Oakley.
Hamer estudió los movimientos de Bonnie y Clyde y descubrió que realizaban un recorrido entre cinco estados y que actuaban cerca de las fronteras para escapar de un lado a otro. Bonnie y Clyde eran los maestros de la huidas entre estados antes de la creación del FBI. Desgraciadamente para ellos, la experiencia como Ranger retirado de Hamer le permitió descubrir lo que iban a hacer. 
El 21 de mayo de 1934, los cuatro miembros de la justicia se encontraban en Shreveport cuando supieron que Bonnie y Clyde estaban esa tarde con Methvin. Clyde había estudiado la casa de los padres de Methvin en la parroquia de Bienville como un lugar de rendición en caso de separación de la banda. En un momento de la reunión, Methvin se separó de la banda en Shreveport y se reunió con el escuadrón de caza. Se encontraron a las nueve de la noche en un punto de la Autopista 154, entre Gibsland y Sailes. Decidieron esperar a cazar a los delincuentes al siguiente día, pues no tuvieron noticias de Bonnie y Clyde.

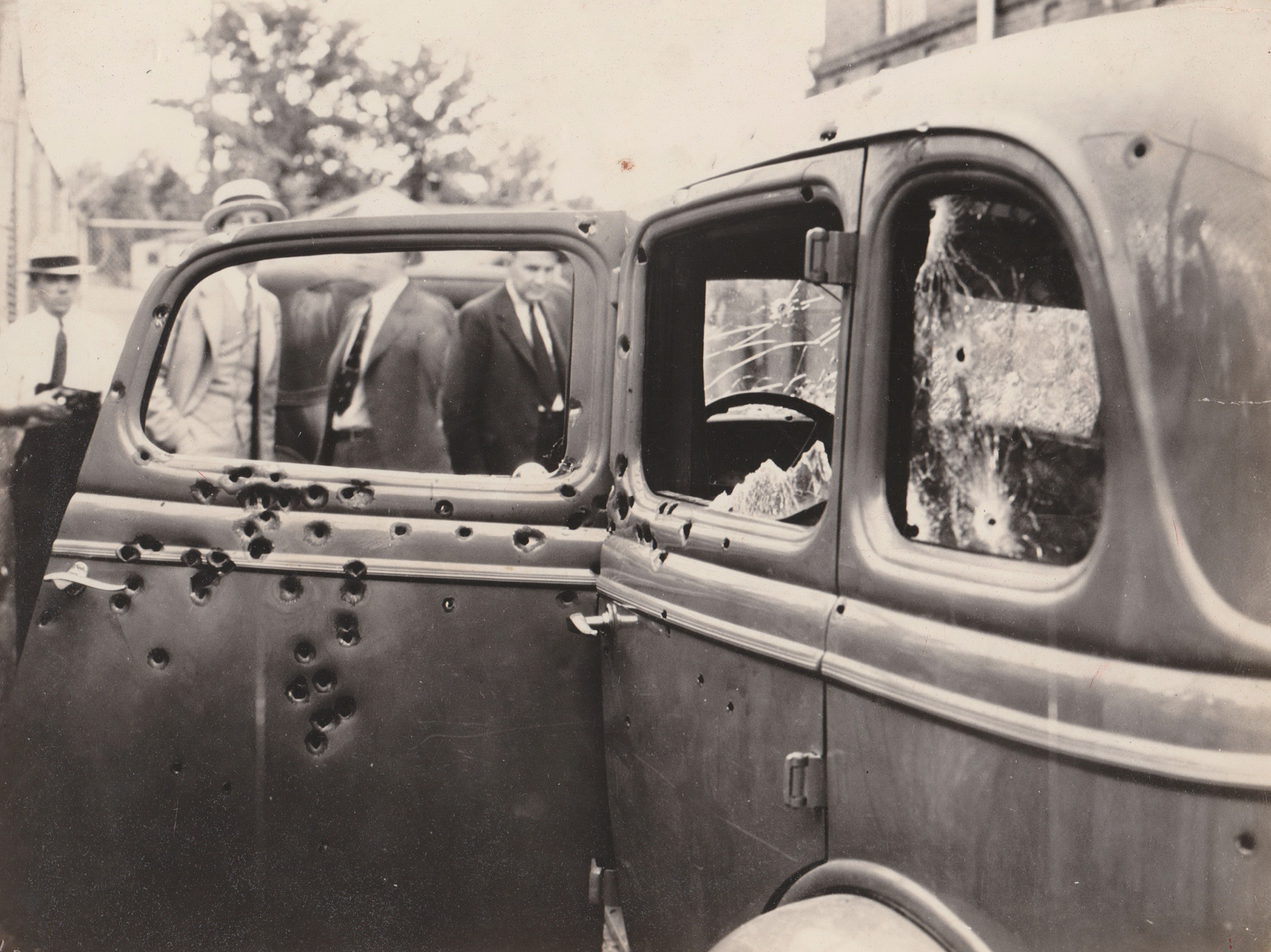
Coche de Bonny y Clydes (Ford V-8 1932), acribillado con agujeros de bala después de la emboscada. Fotografía tomada por investigadores del FBI el 23 de mayo de 1934.

Hasta que aproximadamente a las nueve de la mañana del 23 de mayo, los cazadores se escondieron entre los arbustos y se prepararon para disparar cuando escucharon la llegada del Ford B V8 robado por Clyde. El informe policial relata que Clyde se paró a hablar con el padre de Henry Methvin —que aparcó su camión esa mañana de forma intencionada para distraer a Clyde y forzarlo a estar más cerca de los policías emboscados— y los hombres de la ley abrieron fuego, matando a Bonnie y Clyde. Según el levantamiento de los cadáveres, el coche contaba con un total de 167 agujeros de bala. La cuadrilla, bajo las órdenes de Hamer, no dio la señal de alto o de rendición. Clyde murió de forma instantánea por una bala en la cabeza, disparada por Oakley. Bonnie, en cambio, no murió tan rápidamente como Clyde; su mano todavía sostenía el sándwich que estaba desayunando. Los oficiales tuvieron órdenes específicas de vaciar los cargadores de sus fusiles y sus pistolas. Según las declaraciones de Ted Hinton y Bob Alcorn en el Dallas Dispatch el 24 de mayo de 1934, «cada uno de nosotros tenía una escopeta, un fusil automático y pistolas. Abrimos fuego con los automáticos. [sus cargadores] se vaciaron antes de que el coche llegara a nosotros. Entonces usamos las escopetas. Había humo en el coche, y parecía que se iba a incendiar. Después de vaciar las escopetas, vaciamos las pistolas contra el coche, que pasó por delante de nosotros y rodó unas cincuenta yardas por la carretera. Continuamos disparando incluso después de que el coche se parase. No teníamos otra alternativa». Después del tiroteo, los oficiales inspeccionaron el vehículo y descubrieron un pequeño arsenal compuesto por fusiles automáticos robados, escopetas semiautomáticas, pistolas diversas y varios millares de cartuchos, además de quince matrículas de diversos estados. 
Parte de la polémica sobre la muerte de Bonnie y Clyde se centra en el hecho de que hoy, en Estados Unidos, la policía da la posibilidad al detenido de rendirse pacíficamente antes de disparar, incluso en situaciones extremadamente peligrosas, a menos que haya una amenaza de muerte inmediata. A este respecto, la Corte Suprema comentó en el caso de Tennessee versus Garner en 1985 que:

El cuarto artículo prohíbe el uso de la fuerza para prevenir una huida de un sospechoso, a no ser que dicha huida, en opinión del oficial, suponga un peligro de muerte o de heridas al oficial o a los suyos.

Esta prohibición del uso de la violencia es la que hace polémicas las muertes de Bonnie y Clyde.
Algunas fuentes aseguran que a Bonnie y a Clyde les habían disparado unas cincuenta veces, aunque otros sugieren que los cuerpos tenían una cincuentena de heridas de bala cada uno por todo el cuerpo. En cualquier caso, eran demasiados disparos para alguien que tendría la opción de huir o de herir a los agentes. 
Bonnie y Clyde deseaban ser enterrados uno junto al otro, pero la familia Parker no lo permitió. La madre de Bonnie quiso cumplir el último deseo de su hija, que era ser llevada de vuelta a casa, pero las turbas de gente curiosa que rodeaban la casa de los Parker hicieron esto imposible. Más de 20 000 personas acudieron al funeral de Bonnie, dificultando así a los Parker llegar hasta la tumba. Clyde Barrow está enterrado en el cementerio Western Heights, y Bonnie Parker en el Crown Hill Memorial Park, ambos en Dallas, Texas. Las siguientes palabras, de un poema escrito por Bonnie, están inscritas en su lápida:

As the flowers are all made sweeter
by the sunshine and the dew,
So this old world is made brighter
by the lives of folks like you
Así como las flores son endulzadas

por el sol y el rocío,
este viejo mundo es más brillante

por las vidas de gente como tú.

En la de Clyde, se lee: «Gone but not forgotten» («Ido pero no olvidado»).

### Polémica después de la muerte
La polémica se basa en ciertos aspectos del tiroteo y en como lo dirigió Hamer. Historiadores y escritores como E.R. Milner, Phillips y Treherne no imputan ningún asesinato contra Bonnie. Los archivos del FBI contienen solo una causa contra ella, que supuestamente cometió Clyde en el robo de un coche. La única ocasión en la que Bonnie se supone que disparó un arma durante uno de los crímenes de la banda, fue gracias a una declaración de Blanche Barrow, en una entrevista a un periódico de Lucerne, Indiana, el 13 de mayo de 1933. Pero estas declaraciones no parecen tener consistencia. En el caso de que Bonnie hubiese disparado, habría empleado un Browning Automatic Rifle M1918 (B.A.R.), el único fusil automático que tenía la banda. Esta arma, robada por Clyde en una armería, pesaba cerca de 8,5 kg, y cargada podía llegar a los 11 kg, lo que suponía una tercera parte del peso de Bonnie, que apenas medía 1,50 y era menuda. Disparar 550 balas en un minuto parece una tarea bastante difícil, incluso para soldados entrenados. 
Historiadores y escritores han cuestionado si Hamer habría dado o no la orden de disparar sin previo aviso y antes de la llegada del coche. Años después, Prentiss Oakley ha notado diferentes contradicciones en estas acciones. Él es el único de los implicados que expresó su arrepentimiento por este acto. Los policías, incluido Frank Hamer, robaron algunas de las armas del coche. Objetos personales, como ropas de Bonnie y un saxofón de Clyde, también fueron sustraídos. Y cuando la familia de Parker reclamó sus enseres, Hamer se negó a dárselos. Estos objetos fueron vendidos posteriormente como recuerdos.
Después de la muerte, los hombres que fueron elegidos para vigilar los cuerpos (Gault, Oakley y Alcorn) permitieron a ciudadanos cortar trozos del cabello y del vestido de Bonnie, que posteriormente fueron vendidos. Hinton encontró a un hombre que intentaba cortar un dedo de Clyde. El médico forense, una vez llegado a la escena, anotó lo que vio: «Casi todo el mundo empezó a recoger objetos de la escena del crimen, como trozos de cristal del coche, casquillos de bala o trozos de ropa ensangrentados. Uno de los hombres más jóvenes abrió su navaja e intentó cortar una de las orejas de Clyde». El forense llamó la atención a Hamer para que lo ayudara a controlar aquel «espectáculo circense», y solo entonces se le ordenó a la gente abandonar la escena del crimen.
Después de la muerte de Ted Hinton, su hijo publicó una versión completamente diferente de la que se había dado por verídica hasta entonces. Según el hijo de Hinton, «la patrulla había atado al padre de Methvin en un árbol la noche antes de la trampa, para evitar que este avisara a la banda. La cooperación del padre de Methvin con las autoridades era una mentira que Hamer utilizó para evitar cargos de secuestro hacia un ciudadano inocente». Hinton Jr. dice también que Hamer le ofreció a Methvin que, si él no decía nada sobre la trampa, su hijo obtendría perdón por el asesinato de los dos policías, cosa que cumplió. Después, Hamer hizo jurar a la patrulla que no dirían ni una palabra. En la biografía de su padre, Hinton declara: «Ivy Methvin estaba viajando por la carretera cuando fue detenido por los policías, los cuales lo llevaron dentro del bosque y lo ataron. Para hacer creer que todo había sido un accidente, la patrulla quitó una de las ruedas del camión».
Si esta versión es cierta, la actuación de Frank Hamer habría sido claramente ilegal, pues, según esta teoría, secuestró a un hombre, lo ató a un árbol y compró su silencio a cambio del perdón para su hijo, quien mató a dos patrulleros y fue liberado gracias a que su padre aceptó y cumplió el trato con Hamer.
Las heridas de Blanche Barrow (1911-1988) la dejaron ciega del ojo izquierdo. Después del tiroteo de 1933 fue capturada junto a su marido, herido mortalmente, y acusada de asalto con intento de asesinato. Es célebre la foto de su captura, forcejeando con los agentes a unos pasos de su esposo tendido, vestida con pantalones (una prenda muy audaz para una mujer en los años treinta) y asustada porque confundió la cámara de fotos con un arma y creyó que los iban a ejecutar sumariamente. Fue condenada a diez años de prisión, pero fue liberada en 1939 por buen comportamiento. Volvió a Dallas, dejando su vida de criminal, y vivió con su padre inválido como tutor. Se casó en 1940 con Eddie Frasure, trabajó como despachadora de taxis y cumplió las condiciones de su libertad condicional un año más tarde. Viviría con su esposo hasta 1969, cuando este murió de cáncer. Warren Beatty intentó conseguir los derechos para utilizar su nombre en el filme Bonnie and Clyde. Aunque ella estuvo de acuerdo con el guion original, no lo estuvo tanto con el guion final, cuando comentó que la interpretación de la actriz que la encarnaba en la película (Estelle Parsons, que ganó el Óscar como mejor actriz de reparto por ese papel) le parecía un «asco». A pesar de esto, ella mantuvo su amistad con Beatty hasta el día de su muerte. Barrow murió el 24 de diciembre de 1988 a la edad de setenta y siete años, siendo enterrada en el cementerio Grove Hill Memorial Park de Dallas con el nombre de «Blanche B. Frasure».

## El Festival Bonnie and Clyde
Cada año, en el aniversario del acribillamiento, se celebra el Bonnie and Clyde Festival en Gibsland, Luisiana. El lugar donde se produjo la matanza, situado en la Autopista 154, al sur de Gibsland, es conmemorado con un hito de piedra donde se dejan recuerdos.

## Cultura popular

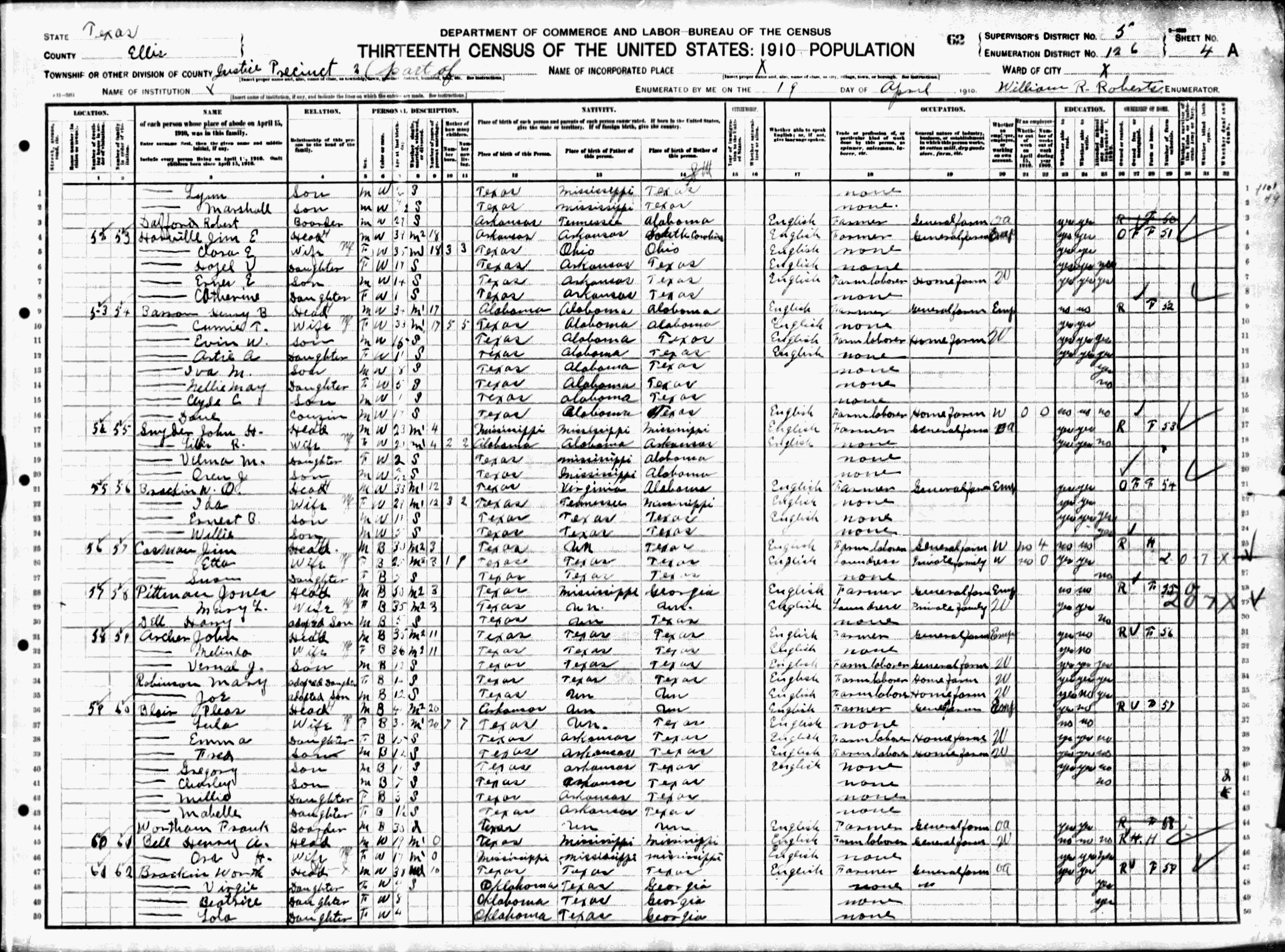
Censo de 1910 con Clyde Barrow inscrito en Condado de Ellis, Texas.

Tal y como pasó con Jack el Destripador, se puede considerar a Bonnie y Clyde como los primeros criminales famosos de la era moderna y cuya leyenda será perdurable en el tiempo. Sin duda, Bonnie conocía perfectamente cómo poder manipular a la prensa y el poema de Parker The Story of Bonnie and Clyde fue publicado por todos los periódicos. Su lado poeta, especialmente en Suicide Sal, asoma en su lado criminal. Frases atribuidas a Bonnie y Clyde, como 'ride or die', reflejan el fuerte vínculo y la lealtad que compartían, y han influido profundamente en la cultura popular, convirtiéndose en un símbolo de amor incondicional y rebeldía. Según Geringer, Bonnie representa a todos los trabajadores en paro y parte de la sociedad desencantada con los Estados Unidos de la Gran Depresión, que vio en la pareja un dúo igual a Robin Hood, el antiguo héroe que se enfrenta a un gobierno corrupto. En una producción de A&E Network en la que dos bandidos son los protagonistas, el historiador Jonathan Davis expresó un pensamiento similar al escribir: «Cualquier personaje que robe bancos o luche contra la ley suple una serie de fantasías secretas de gran parte del público».

### Publicidad
La industria de la publicidad tomó nota del atractivo de la pareja de bandidos. Cuando una carta firmada bajo el pseudónimo «Clyde Champion Barrow» elogiando su nuevo coche fue enviada a la Ford Motor Company, esta la empleó en anuncios publicitarios. Aunque nunca se pudo confirmar la autenticidad de la letra de la carta, Ford también recibió un manuscrito similar de alguien que decía ser John Dillinger.

### Cine
La industria del cine ha llevado la vida de Bonnie y Clyde en varias ocasiones a la gran pantalla.
- 1937 - Sólo se vive una vez, la segunda película dirigida por Fritz Lang en Estados Unidos y protagonizada por Henry Fonda y Sylvia Sidney.
- 1950 - El demonio de las armas (Gun Crazy), dirigida por Joseph H. Lewis y protagonizada por Peggy Cummings y John Dall, está basada libremente en la historia de Bonnie y Clyde, aunque con diferentes nombres.
- 1958 - The Bonnie Parker Story, dirigida por William Witney y protagonizada por Dorothy Provine.
- 1967 - Bonnie and Clyde. Arthur Penn dirigió la mejor película de gánsteres, protagonizada por Warren Beatty y Faye Dunaway. El filme fue un éxito de taquilla y público, dando un toque de distinción a la pareja de criminales.
- 1968 - Debido al éxito de la película de 1967, el caricaturista de Looney Tunes, Robert McKimson, creó una pareja de conejos gánsteres llamados Bunny y Claude, que aparecieron en dos cortos (la única diferencia es que Bunny y Claude roban tiendas, trenes y campos de zanahorias); estos personajes siempre eran perseguidos por un sheriff, pero siempre escapaban.
- 1988 - The Erotic Adventures of Bonnie and Clyde, dirigida por Max Schenk y protagonizada por Shanna McCullough, representa una versión pornográfica de la historia.
- 1992 - Bonnie & Clyde: The True Story; en este cinta Tracey Needham hizo el papel de Bonnie, mientras que Clyde fue interpretado por Dana Ashbrook.
- 1993 - Teenage Bonnie and Klepto Clyde, versión juvenil de la historia, interpretada por Scott Wolf y Maureen Flannigan.
- 1994 - Los personajes de Mickey y Mallory de la película de Oliver Stone Natural Born Killers tienen muchas similitudes con Bonnie y Clyde, particularmente el eco que tienen sus crímenes en los medios de comunicación.
- 2003 - En la película Pegado a ti, el personaje de Walt produce una obra llamada Bonnie and Clyde, protagonizada por Meryl Streep en el papel de Bonnie.
- 2005 - Una popular película hindú fue inspirada en Bonnie y Clyde, Bunty Aur Babli, protagonizada por Abhishek Bachchan.
- 2006 - En La masacre de Texas: El origen, el personaje de Eric le dice a Chrissie que sus hijos se llamarían Bonnie y Clyde.
- 2008 - En la sexta temporada de la popular serie española Los hombres de Paco, la pareja formada por Sara y Lucas (interpretados por Michelle Jenner y Hugo Silva) mencionan la historia de Bonnie y Clyde ya que Lucas era perseguido por el CNI y Sara le ayudaba al formar parte de la Policía Nacional de España y poder administrarle información en secreto.
- 2011 - En God Bless America, el personaje de Roxy compra unos sombreros similares a los característicos de Bonnie y Clyde, haciendo que Frank haga una mención del parecido de los mismos.
- 2019 - Emboscada final, una cinta de Netflix protagonizada por Kevin Costner y Woody Harrelson, la cual sigue a los agentes Frank Hamer y Maney Gault, quienes intentan rastrear y capturar a Bonnie y Clyde en la década de 1930.

Cypress Moon Productions ha anunciado el rodaje de una posible versión de Bonnie and Clyde con motivo del 40.º aniversario de la producción de Arthur Penn.

### Netflix
- La película hecha por Netflix Emboscada final, basada en la historia real donde dos oficiales de policía de Texas y dos de Luisiana abaten a Bonnie y Clyde en una emboscada.

### Teatro
- En Uruguay el año 2014 un grupo de Parodistas llamado "Los Muchachos" realiza la parodia de Bonnie y Clyde protagonizada por Luis Alberto Carballo y Walter Cucuzú Brilca en el concurso de carnaval uruguayo logrando ser nominada a mejor parodia y obteniendo el segundo puesto en la categoría basada en la historia de la pareja y adaptada para la fiesta más popular del Uruguay realizada en el Teatro de Verano Ramón Collazo

### Música
- El dúo chileno Pupilas publica su primer sencillo llamado Bonnie & Clyde, una canción del género garage rock que relata la apasionante historia de la pareja más buscada y conocida de los años 30. El tema fue lanzado el 23 de mayo del 2022, una fecha misteriosa para la banda, ya que coincide con la muerte de Bonnie Parker y Clyde Barrow junto con el día en que los artistas se conocieron.
- El cantante estadounidense Juice WRLD tiene una canción filtrada titulada Bonnie and Clyde.
- El video oficial de la canción Robbers - 1975 hace referencia a la historia de Bonnie y Clyde
- En el año 2019,el tema principal del anime BEASTARS llamada "Wild Side" interpretada por el Grupo Musical ALI,hace referencia a Clyde Barrow en la frase "A veces al estilo Clyde Barrow".
- El cantautor australiano Vance Joy tiene un tema llamado Bonnie And Clyde en su álbum Nation of Two.
- La banda musical estadounidense WILD cuenta con un tema llamado Bonnie And Clyde.
- El cantante coreano Dean tiene una canción titulada Bonnie & Clyde.
- Álvaro Díaz en su tema "Miles de mujeres" comienza mencionándolos, además de que el vídeo hace total atribución a ellos.
- Daddy Yankee y su tema “Infinito” del álbum barrio fino, con su frase "Like Bonnie and Clyde", basada en la fiel y mutua protección de la pareja y el tema "Dejala Caer" del álbum King Daddy Edition.
- El dúo de las hermanas Destinee and Paris hacen referencia a Bonnie y Clyde en su canción True Love diciendo: 'Yo soy tu Bonnie y tú eres mi Clyde'.
- El grupo The Lonely Island, junto a Rihanna, lanzaron una canción llamada Shy Ronnie, la cual tiene dos versiones. La segunda está basada en la pareja.
- El grupo Travis Tritt tiene una canción de estilo country titulada "Modern Day Bonnie & Clyde", inspirada en la vida de estos dos famosos criminales.
- El tercer sencillo de la cantante británica Sophie Ellis Bextor, "Today The Sun's On Us", posee un vídeo que está inspirado en la pareja.
- La canción “Demolition lovers”, de My Chemical Romance, lanzada en su disco I Brought You My Bullets, You Brought Me Your Love, está inspirada en Bonnie y Clyde, así como canciones de raperos de gran éxito en Estados Unidos, entre ellos Jay-Z con Beyonce.
- Eminem tiene un tema llamado “97 Bonnie and Clyde”, en donde el cantante le pide a su hijita que lo ayude a ocultar el cuerpo de su pareja y madre de esta última.
- Una de las canciones más famosas que también mencionan a la pareja es la canción de "Kiss me thru the phone" de Soulja Boy.
- También el grupo alemán Die toten Hosen tiene una canción inspirada en ellos, llamada “Bonnie und Clyde”.
- El rapero Jake Miller en su canción Me and You dice " you my partner in crime, like Bonnie & Clyde".
- La banda venezolana Randall's Project hizo una canción en honor a Bonnie y Clyde llamada "Run" en la que Clyde Barrow le pide a Bonnie Parker hacer un último robo para luego abandonar esa vida de rufianes sin saber que lo que les espera al final de la carretera, es su inminente muerte causada por la policía. Por otra parte en este tema también recitan al pie de la letra el poema más brillante escrito por Bonnie, que incluso hoy en día aparece en su lápida: "As the flowers are all made sweeter by the sunshine and the dew so this old world is made brighter by the lives of folks like you".
- El grupo bilbaíno La Casa Usher grabó en su maqueta de 1990 y en su posterior disco de 2004 un tema inspirado en la pareja.[49]
- El cantante francés Serge Gainsbourg grabó en su álbum "avec Brigitte Bardot" una canción llamada “Bonnie & Clyde”. La banda argentina Pequeña Orquesta Reincidentes grabó un cover en español del tema, incluido en el disco "Capricho".
- La pareja es mencionada también en canciones como "Stop the World" de Demi Lovato, "Stuck in the Moment" de Justin Bieber, y "Without You" de Avicii.
- Los Ratones Paranoicos, una agrupación argentina de rock, mencionan a la pareja de rufianes en su canción "Los diablitos", del disco "Los chicos quieren más", editado en 2001.
- En la canción del grupo Marilyn Manson "Putting Holes in Happiness" se menciona a la pareja.
- En el disco "Makaveli (Tupac Shakur) The Don Killuminati: The 7 Day Theory", en la canción 'Me and My Girlfriend', dice: 'Lost in the Whirlwind, ninety-six , Bonnie & clyde' (Perdido en la tormenta, somos los "bonnie and Clyde" de 1996).
- La canción 'Catch Me' de Animal Alpha dice: 'Do you think I'm easy like Bonnie and Clyde?'(Te piensas que soy tan fácil como Bonnie y Clyde?).
- El video musical de la canción «Criminal» de Britney Spears, de su álbum Femme Fatale, tiene una trama similar a la historia de estos criminales, donde recordó a los crímenes de la pareja.
- El grupo Garbage también tiene una versión de su vídeo Bad boyfriend donde sale un tipo de cortometraje de Bonnie and Clyde.
- Love of Lesbian (grupo indie español) creó una canción en la que se citan a estos dos personajes, la canción se llama "La noche eterna" del álbum La noche eterna. Los días no vividos (2012).
- La canción "Reach For The Sky" de Social Distortion dice "You can run you can hide, just like Bonnie and Clyde".
- Bon Jovi hace mención a la pareja en su canción "Captain Crash and The Beauty Queen from Mars" del disco Crush.
- Bridgit Mendler hace mención a la pareja en la canción "Love will tell us where to go" (I'm the Bonnie to your Clyde).
- Lana Del Rey hace referencia a la pareja de manera repetitiva en una canción filtrada en el 2012 llamada "Live Or Die".
- El grupo de rock italiano Finley, les rinde homenaje en el tema "Bonnie e Clyde" (2012).
- El dúo coreano Trouble Maker en su vídeo «Now» hace una interpretación de la pareja de criminales.
- El cantante y rapero G-Dragon hace mención a la pareja en la canción "R.O.D".
- Joaquín Sabina y Fito Páez mencionan a la pareja de delincuentes en la canción "Si volvieran los dragones".
- El grupo femenino de hip-hop, WASSUP, proveniente de Corea del Sur, nombra a Bonnie y Clyde en su canción "Galaxy".
- La cantante japonesa Utada Hikaru hace referencia a la pareja en su canción B&C del álbum First Love.
- El Video musical de Avicii de la canción "Addicted to you" hace referencia a la pareja pero en este video es visto como una pareja de lesbianas.
- La cantante inglesa Cher Lloyd menciona sus nombres en su canción "Alone With Me".
- En la canción "Cloud Aura" de la cantante británica Charli xcx y Brooke Candy mencionan a Bonnie and Clyde en uno de sus primeros versos.
- El rapero Ace Hood también hace referencia a la pareja "Bonnie and Clyde, She never side with the coppers " en la canción "Rider" ft Chris Brown.
- Son mencionados múltiples veces en la analogías de la cantante Lana Del Rey , pero en especial en "Live or Die".
- Clyde es únicamente mencionado en la canción "Do It" de Selena Gomez.
- El grupo de pop-punk/post-hardcore Her Bright Skies tiene una canción titulada Bonnie & Clyde (The Revolution).
- La cantante Bebe Rexha hace referencia en su canción "Ride Till You Die".
- Set it off (aproximadamente 2014) hace referencia en la canción partners in crime , donde Cody Carson y Ashley Costelo representan personajes inspirados en Bonnie y Clyde.
- En la canción de Nicky Jam "Pensándote" también se hace alusión a estos dos personajes con la frase: "Eramos Bonnie y Clyde modernos".
- La cantante Ariana Grande hace mención de ellos en la canción "Bad Decisions" del álbum "Dangerous Woman" con la frase "We got that Bonnie & Clyde love" traducido: "Nosotros tenemos ese amor de Bonnie y Clyde".
- En 2012 se estrena el musical "Bonnie & Clyde" en Broadway, con Jeremy Jordan como Clyde y Laura Osnes como Bonnie
- La cantante Beatriz Luengo hace mención a la pareja "Bonnie & Clyde" en la canción Fábulas de su álbum "Bela y sus moskitas muertas" con la frase "Somos la unión perfecta, como Bonnie and Clyde”.
- En el primer LP de la banda Limpiacabezales "Así Paso En Estocolmo", "La Balada de Bonnie Parker" es el título de la cuarta canción del álbum.
- La cantante Camila Cabello y el rapero Machine Gun Kelly lanzaron a principios de diciembre de 2016, un dueto, Bad Things. El vídeo de esta canción hace alusiones a ser una historia modernizada de Bonnie & Clyde.
- DJ Khaled, en su canción "I'm the one" ft Justin Bieber, Quavo, Chance the Rapper y Lil Wayne mencionan a la pareja con la frase "Cause I promise when we step out you'll be famous, modern day Bonnie and Clyde what they named us"
- Alessia Cara en su canción "Outlaws" del álbum Know-It-All del 2015, se hace mención de esta pareja en la frase: "I'm Bonnie, you can be Clyde".
- Taylor Swift en su sexto álbum de estudio, reputation, hace referencia a Bonnie y Clyde en su canción Getaway Car, "We were jet-set, Bonnie and Clyde".
- En la canción de Avicii ft. Sandro Cavazza "Without you" menciona: "I'm going Bonnie and Clyde without you."
- G-Eazy en la canción a dueto con Halsey, "Him & I", se nombran como los Bonnie y Clyde del 2017, "They don't wanna see us make it, they just wanna divide, 2017 Bonnie and Clyde"
- El grupo surcoreano BLACKPINK en el sencillo "As if it's your last" (마지막처럼) se menciona a la pareja: "I be the Bonnie and you be my Clyde. We ride or die".
- El grupo surcoreano BLACKPINK en su primer miniálbum square up ,en la canción forever young se dice “Forever young boy so we ride or die” lo que hace referencia a Bonnie y Clyde.
- El grupo surcoreano 24K publicó un miniálbum en el 2018 titulado Bonnie and Clyde. En su canción principal hacen referencia a la pareja y el amor que tuvieron.
- El Dj Avicii el 10 de agosto de 2017 publicó una canción titulada "Without You" (Sin ti) donde en el coro hacen la mención al amor de Bonnie y Clyde.
- El cantante LIL DUSTY G en su canción "BONNIE" del álbum "siix" hace referencia a la pareja y menciona "She's my Bonnie, I'm her Clyde".
- El cantante panameño Akim en su canción “Locos en el Amor” se hace mención a la pareja comparándolos con su relación “Nuestro amor es así como El de Bonnie con Clyde”.
- La cantante y compositora inglesa PJ Harvey menciona a la pareja en la canción Good Fortune de su álbum Stories from the City, Stories from the Sea.
- El cantante argentino Jairo hace mención de la pareja en la canción "Nuestro amor será un himno": "Nuestro amor será como aquellos amores de quienes todos hablan, tan intenso y fatal como el de Romeo y Julieta, aventurero y loco, como el de Bonnie and Clyde".
- La youtuber cantante Aki Chan[50] hace mención de esta pareja en su cover de la canción Chiru Chiru publicada el 10 de febrero de 2017, con la frase "Un juego como Bonnie y Clyde es tan peligroso".
- El cantante Cosculluela & Natti Natasha, lanzaron su canción sobre Bonnie & Clyde. Publicada el 10 de noviembre del 2018, WMG / Rottweilas, Inc.
- El cantante surcoreano Dean incluyó su canción titulada Bonnie & Clyde en su álbum 1300 mood: TRBL.
- MØ menciona a la pareja Bonnie & Clyde en su tema titulado "Beautiful Wreck" de su álbum Forever Neverland.
- El grupo surcoreano Monsta X menciona a Bonnie & Clyde en su canción Monsta Truck de su álbum Follow: Find You. “Hey baby 우린 Bonnie & Clyde” (Bebé somos Bonnie & Clyde).
- El rapero Miyagi hace referencia a la pareja Bonnie & Clyde en su canción Бонн(Bonnie) del 2018.
- El grupo surcoreano SF9 menciona a Bonnie & Clyde en su canción K.O de su álbum Feeling Sensation. “어쩌면 우린 Bonnie and Clyde” (Tal vez somos Bonnie & Clyde).
- El artista surcoreano Baekhyun menciona a Bonnie y Clyde en su canción "Stay up" "Meant to be Bonnie and Clyde" ("Destinados a ser Bonnie y Clyde").
- Lola Índigo, en su canción "Lola Bunny" cantada con Don Patricio, hace referencia a la famosa pareja con la frase "Tu Clyde y yo Bonnie".
- En la canción La Jeepeta de Nio Garcia x Brray x Juanka, se menciona a Bonnie and Clyde.
- En la canción Superstar (Copa América 2016), cantada por Pitbull y Becky G, se menciona la frase "We're like Bonnie, and Clyde, we reach for the stars".
- En 2012 Great Northern (indie band) hicieron un sencillo, llamado Bonnie & Clide para la banda sonora del episodio  10 de la sexta temporada de la serie Gossip Girl, la canción se escucha al inicio mientras Chuck y Blair huyen del lugar
- En 2021, la cantante china Yuqi, del grupo (G)I-DLE, menciona a Bonnie & Clyde en la canción del mismo nombre en su debut en solitario: A Page. "We're like modern version of Bonnie & Clyde" ("Somos como la versión moderna de Bonnie y Clyde")
- La canción "Una noche de aquellas" de 1988 de la banda de rock argentina Alcohol Etílico, menciona: "Hoy va a ser una noche de aquellas, en que salgamos a robar. Lulú estaba muy contenta, como Bonnie and Clyde".
- El cantante Marmi en 2021 los mencione en su canción Bonnie y Clyde.
- El Rapero Brock Ansiolitiko hace mención a Bonnie y Clyde en su canción Atraco con la frase; "Siempre fuiste mi Bonnie y yo tu Clyde".
- La banda encabezada por Brendon Urie, Panic! At The Disco nombra a la pareja en su canción “Middle Of A Breakup” del álbum Viva Las Vengeance de 2022: “You and me ain’t no Bonnie and Clyde although we tried and tried we gave ourselves away”.
- La banda Australiana San Cisco el vídeo musical de su nueva canción "Lost whitout you" simula ser una película sobre el Bonnie y Clyde, interpretados por los miembros de la banda Scarlett Stevens como Bonnie y Jordi Davieson como Clyde.
- En la canción de Jon Z, "Me Usaste", Eladio Carrión hace referencia a Bonnie y Clyde: "Tú eres mi Elvira, yo soy tu Tony. Yo soy tu Clyde, tú eres mi Bonnie".
- La canción 'My Love' de Carlos Feral dice: "Un poco de violencia, un tanto como Bonnie y Clyde".
- En la canción ‘Bandolero’de Fernando Costa dice: “Tú ere' mi Bonnie, yo soy tu Clyde”.
- En la canción ‘Una foto - REMIX’ de Mesita, Nicki Nicole, Emilia, Tiago PZK dice: “Como Bonnie and Clyde, tamo' fuera 'e la ley”.
- Los Santos publicó un sencillo junto a la cantante chilena Tomasa del Real titulado BONNIE N CLYDE.
- En 2023, el cantante iZaak publicó un sencillo con el título de Bonnie and Clyde, al igual que esta hay un remix que se llama BONNIE AND CLYDE - REMIX.
- La agrupación surcoreana Le Sserafim hace mención a la pareja en su canción "HOT" que pertenece a su quinto EP lanzado en 2025 "So tonight, 안겨 네 품 안에 Bonnie and Clyde it, oh".

### Videojuegos
- En el videojuego Fallout: New Vegas se hace referencia a Bonnie y a Clyde en el asentamiento de Primm, cambiándolos por los ficticios asaltantes Vikki y Vance, acerca de los cuales se dice que no tienen nada que ver con Bonnie y Clyde. Vikki y Vance tienen un museo donde se encuentra el Ford donde también fueron tiroteados.
- La imagen publicitaria del DLC del videojuego Grand Theft Auto Online llamado "Masacre de San Valentín" hace referencia a Bonnie y Clyde y a su vehículo.
- En el videojuego As Dusk Falls, el jugador puede ganar un logro llamado «Bonnie & Clyde» al lograr que Jay escape junto a Vanessa.
- En el videojuego Brawl Stars, hacen referencia a esta pareja; Bonnie, la hermana menor de Janet, quien va siempre acompañada de su fiel cañón llamado Clyde.
- En el nuevo Grand Theft Auto VI (anunciado para el 26 de mayo de 2026) la historia tiene como protagonistas a una pareja de ladrones en Vice City, haciendo referencia a Bonnie y Clyde, aunque en el tráiler parece insinuarse que habrá un traidor.

### Textos complementarios
- Bonnie Parker winning County Literary Contest
- statement on authorities conceding Bonnie was no gun crazed outlaw, Jimmy Fowler of the Dallas Observer.
- Took no chances, Hinton and Alcorn tell Newspapermen  Wednesday Night's Extra, Dallas Dispatch. Visto 17 de enero de 2006.
- Treherne, John (2000). The Strange History of Bonnie & Clyde. Cooper Square Press. ISBN 0-8154-1106-5.
- DeFord, Miriam Allen (1968). The Real Bonnie and Clyde. Sphere Books.
- Hinton, Ted; Grove, Larry (1979). The Real Story of Bonnie and Clyde. Shoal Creek Publishers, Inc. ISBN 0-88319-041-9.
- Shelton, Gene (1997). The Life and Times of Frank Hamer. Berkeley Books. ISBN 0-425-15973-6.
- Matteson, Jason, Texas Bandits: A Study of the 1948 Democratic Primary.
- Cartledge, Rick. The Guns of Frank Hamer.
- Knight, James R.; Davis, Jonathan (2003). Bonnie and Clyde: A Twenty-First-Century Upd yate. Eakin Press. ISBN 1-57168-794-7
- Milner, E.R. The Lives and Times of Bonnie and Clyde
- Phillips, John Neal, Running with Bonnie & Clyde: The Ten Fast Years of Ralph Fults.
- Steele, Phillip, and Scoma Barrow, Marie, The Family Story of Bonnie and Clyde
- King, Betty Nygaard. Hell Hath No Fury: Famous Women in Crime (Borealis Press, 2001)
- Luis Cordero "History Channel investigator" (noviembre de 2008)